# Cobubatha tortricopsis
Cobubatha tortricopsis là một loài bướm đêm trong họ Noctuidae.